# Villacelama

.
Villacelama es una población de España perteneciente al municipio de Villanueva de las Manzanas, en la provincia de León, comunidad autónoma de Castilla y León. En 2023 tenía una población de 133 habitantes según el INE, una altitud de 785 m y una distancia a la capital (León) de unos 22 km aproximadamente.
El cultivo es de secano y regadío y posee dos ríos, el Esla (el cual se une con el Porma en el término de Villacelama) y el río Valdearcos.
Las fiestas patronales de la villa, en honor de Nuestra Señora de la Asunción son el 15 de agosto.

## Historia
El nombre de este lugar se debe a un repoblador mozárabe, de nombre Zalama, que en la primera mitad del siglo X aparece documentalmente acreditado en este asiento, sobre la orilla izquierda del Esla, a poco más de media legua de Mansilla de las Mulas. Poblado de vocación agrícola y ganadera, su asiento casi se identifica con el primitivo lugar de Cantabria, localidad en que un grupo de exiliados cántabros, tras la victoria de Roma, constituirá su morada, dentro de un marco territorial más amplio que por el predominio de colonos de igual procedencia se llamaría también Cantabria, con probable capitalidad en la vieja Coyanza.
Objeto de nueva repoblación a principios del siglo X por parte de activos núcleos lebanenses, la documentación medieval acredita que a finales del siglo XII aún persiste la memoria y la veneración del viejo nombre de Cantabria, asumido por un concejo -Concilium de Cantabria- en que se agrupan numerosos poblados de la ribera del Esla y de los llanos del Payuelo contiguos al coto territorial del monasterio de Sahagún.
Las referencias documentales sobre este lugar de Villacelama son, aparentemente, contradictorias, y no tienen otra explicación lógica que la inestabilidad de las organizaciones señoriales de este territorio durante el siglo XII.  En el año 1136 Villa Zalama aparece como uno de los 50 lugares comprendidos bajo la jurisdicción de Villa Lil, extenso territorio que el emperador dona al monasterio de Sahagún.

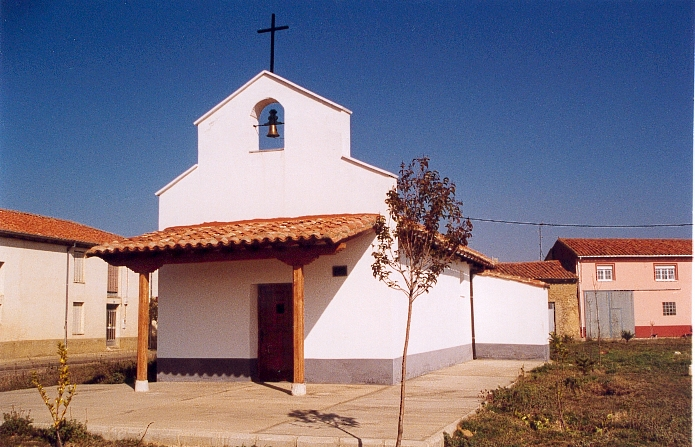
Ermita

Pero en 1181, al solemnizarse la repoblación de Mansilla y constituirse en torno a esta villa el marco señorial de un territorio que comprende ocho lugares íntegros y extensas heredades realengas en otros diecisiete poblados, veremos adscrita a la nueva organización la "Villam Zalama integram", destacada en el primer lugar de los ocho poblados que se dan por entero. Lo cual denota el súbito crecimiento de la "Mansella de illa Ponte", constituida ya a principios del siglo XII en cabeza de un señorío que comparten los hermanos Ramiro y Diego Froilaz, y que ahora va a adoptar una nueva configuración territorial hasta los días de la unión definitiva de León y Castilla.
En el año 1153, día 20 de julio, cuando Villacelama se halla aún adscrita al señorío jurisdiccional de Villa Lil, bajo la tenencia de Rodrigo Abril, Alfonso VII en compañía de su mujer Riquilda y de los infantes Sancho y Fernando va a solemnizar el término de la repoblación del lugar, donde se ha logrado un grupo de cien nuevos vecinos.  Los estímulos ofrecidos a los nuevos repobladores, a base de los fueros que la villa inmediata de Mansilla poseía, van a tener expresa formulación en una carta por la que el emperador otorga "vobis centum hominibus de Villa Zelame... ut habeatis talesforos quales habent homines de Mansella".
No parece ofrecer duda alguna el hecho de que al incorporarse definitivamente este lugar al concejo de Mansilla y promulgarse en 29 de enero de 1181 el estatuto foral del nuevo territorio, calcado en el de Benavente, quedarla abolida la legislación del año 1153 e incorporado Villacelama, con Mansilla y los demás poblados del antiguo territorio de Villa Lil, a la disciplina legal otorgada al nuevo municipio.